# Heloísa Helena (atriz)
Heloísa Helena de Almeida Lima (Rio de Janeiro, 28 de outubro de 1917 — Rio de Janeiro, 19 de junho de 1999) foi uma atriz, diretora e cantora brasileira.

## Biografia
Heloísa era filha de um advogado e alto funcionário da prefeitura do Rio de Janeiro (Otávio). Na infância, além das disciplinas normais, estudava com uma governanta o idioma inglês. Logo, começou a cantar e tocar violão.
Iniciou sua carreira na Rádio Mayrink Veiga. No começo cantava em inglês, já que dominava a língua como se fosse nativa dos Estados Unidos. Participou do filme "Samba da Vida", primeiro musical de Jaime Costa, que passou a ser seu ídolo. Heloísa escrevia também. Por seu valor, foi a primeira cantora a interpretar "Carinhoso", de Pixinguinha, no Teatro Municipal do Rio de Janeiro. Cantou também nos cassinos da Urca, Copacabana e Atlântico. A embaixada dos Estados Unidos fez na época um intercâmbio cultural com o Brasil e Heloisa Helena acabou indo para New Orleans, permanecendo algum tempo.
Voltando ao Brasil, foi convidada por Chianca de Garcia para ingressar na televisão, em 1951, na recém-inaugurada TV Tupi Rio de Janeiro, onde participou de vários teleteatros, entre os quais Um Bonde Chamado Desejo e A Rosa Tatuada. Começou também a ser apresentadora de programas de televisão, dentre eles a Sessão das Cinco, um programa de variedades ao estilo Mais Você, da Rede Globo. Trabalhou depois por um tempo no Recife e, quando voltou ao Rio de Janeiro, já na Rede Globo, integrou o elenco de várias telenovelas de sucesso, entre as quais Verão Vermelho, Assim na Terra como no Céu, Selva de Pedra, Pecado Capital, O Astro, A Sucessora, Sétimo Sentido, Eu Prometo, esta que foi a última novela da autora Janete Clair, de quem era grande amiga, Roque Santeiro, Que Rei Sou Eu?, entre outras. Heloisa Helena também se dedicou à direção de programas, como a versão brasileira do programa What's My Line?.
No cinema, participou de Mãos Sangrentas, Leonora dos Sete Mares, O Homem do Sputinik. Mas o que mais gostou de fazer foi Independência ou Morte, filme nacional rodado em 1972 no qual interpretou Carlota Joaquina, mãe do príncipe D. Pedro I, vivido por Tarcísio Meira.
Em 1994, quando estava nos Estados Unidos visitando a filha, Heloísa fraturou a pélvis, o que a impossibilitou de trabalhar até 1999, ano de sua última participação no seriado Mulher. Heloísa também foi a responsável pela estreia de José Wilker, Arlete Salles e Daniel Filho.
Faleceu em 19 de junho de 1999 em decorrência de um ataque cardíaco.

## Carreira

Em 1959.

### Cinema
| Ano  | Título                     | Personagem                    |
| ---- | -------------------------- | ----------------------------- |
| 1982 | A Fábrica das Camisinhas   | Cachoeira                     |
| 1979 | A Pantera Nua              | Verônica                      |
| 1977 | Ódio                       | Rosa                          |
| 1975 | Com as Calças na Mão       | D. Flora                      |
| 1974 | Divórcio à Brasileira      | Efigênia                      |
| 1973 | O Descarte                 | Mulher do Bar                 |
| 1972 | Independência ou Morte     | Carlota Joaquina              |
| 1970 | Uma Garota em Maus Lençóis | —                             |
| 1968 | Jovens pra Frente          | —                             |
| 1967 | Rifa-se uma Mulher         | Carmen                        |
| 1960 | Samba em Brasília          | Eugênia                       |
| 1959 | O Homem do Sputnik         | Dondoca                       |
| 1958 | Matemática Zero, Amor Dez  | Carolina                      |
| 1957 | O Boca de Ouro             | —                             |
| 1956 | Depois Eu Conto            | Marinete                      |
| 1955 | Chico Viola Não Morreu     | Cigana                        |
| 1955 | Leonora dos Sete Mares     | Laura                         |
| 1955 | Angu de Caroço             | Patroa rica                   |
| 1955 | Mãos Sangrentas            | Esposa do Chefe de Disciplina |
| 1954 | O Petróleo é Nosso         | Sra. Guimarães                |
| 1954 | Marujo por Acaso           | —                             |
| 1953 | A Carne É o Diabo          | —                             |
| 1952 | É Fogo na Roupa            | Condessa Buganville           |
| 1948 | Terra Violenta             | Lucy                          |
| 1948 | É Com Este Que Eu Vou      | Frou Frou                     |
| 1947 | Luz dos Meus Olhos         | —                             |
| 1940 | Céu Azul                   | Nini del Mar                  |
| 1940 | Pega Ladrão                | Madame Tropical               |
| 1939 | Futebol em Família         | —                             |
| 1938 | Tererê Não Resolve         | Mulher no Baile               |
| 1937 | O Samba da Vida            | Helena                        |
| 1936 | Alô Alô Carnaval           | Ela Mesma                     |

### Televisão
| Ano       | Título                     | Personagem         | Nota                           |
| --------- | -------------------------- | ------------------ | ------------------------------ |
| 1999      | Mulher                     | Madame Bodegar     | Episódio: "O Néctar da Vida"   |
| 1992      | Você Decide                | —                  | Episódio: "A Louca"            |
| 1990      | Araponga                   | Zora               |                                |
| 1989      | Que Rei Sou Eu?            | Cocote             |                                |
| 1989      | Pacto de Sangue            | —                  | [ 6 ]                          |
| 1985      | Roque Santeiro             | Madre Felícia      |                                |
| 1983      | Eu Prometo                 | Bernarda Cantomaia |                                |
| 1983      | Caso Verdade               | Isa                | Episódio: "Olinda, Vem Cantar" |
| 1982      | Sétimo Sentido             | Augusta            |                                |
| 1980      | Coração Alado              | Luzia              |                                |
| 1980      | Chega Mais                 | Carmem             |                                |
| 1979      | Vestido de Noiva           | —                  | Especial                       |
| 1979      | Feijão Maravilha           | Maggie Andrade     |                                |
| 1978      | A Sucessora                | Madame Sanchez     |                                |
| 1977      | O Astro                    | Beatriz            |                                |
| 1976      | Duas Vidas                 | Virgínia           |                                |
| 1976      | O Casarão                  | Mathilda           | Participação Especial          |
| 1975      | Pecado Capital             | Hortência          |                                |
| 1975      | Bravo!                     | Eugênia            |                                |
| 1975      | Escalada                   | Celeste            | [ 8 ]                          |
| 1974      | Corrida do Ouro            | Florinda           |                                |
| 1973      | O Semideus                 | Elza               |                                |
| 1973      | Shazan, Xerife e Cia.      | —                  | Episódio: "S.O.S Rádio Jururu" |
| 1973      | Caso Especial              | —                  | Episódio: "O Preço de Cada"    |
| 1972      | Caso Especial              | —                  | Episódio: "O Inimigo do Povo"  |
| 1972      | Uma Rosa com Amor          | Genô               |                                |
| 1972      | Selva de Pedra             | Fany               |                                |
| 1971      | Minha Doce Namorada        | Carmem             |                                |
| 1970      | Assim na Terra como no Céu | Danusa             |                                |
| 1970      | Verão Vermelho             | Eufrosina          |                                |
| 1969      | Um Gosto Amargo de Festa   | —                  | Participação Especial          |
| 1967      | O Homem Proibido           | —                  | Participação Especial          |
| 1959      | Grande Teatro Tupi         | Vários personagens |                                |
| 1958-1959 | Teatro de Equipe           | Vários personagens |                                |
| 1958      | Teatrinho Trol             | Vários personagens |                                |
| 1957      | O Jovem Dr. Ricardo        | Paciente           |                                |
| 1956      | What's My Line?            | Ela Mesma          | 1 episódio                     |
| 1954      | Grande Teatro Tupi         | Vários Personagens |                                |
| 1952      | Grande Teatro Tupi         | —                  | Episódio: "O Urso"             |
| 1951      | A Bela Madame Vargas       | Madame Vargas      |                                |

## Teatro[12]
- 1975 - Família Pouco Família
- 1974 - O Jogo dos Sexos
- 1973 - Dr. Fausto da Silva
- 1971 - Tudo no Jardim
- 1961 - Show da Misericórdia
- 1955 - Poeira de Estrelas
- 1948 - As Garotas do Medonça
- 1946 - O 13º Mandamento
- 1946 - Onde Está Minha Família?
- 1946 - Venha a Nós...
- 1945 - No Mundo da Lua
- 1944 - Folias de 1944 no Grill da Vitória
- 1943 - A Casa de Seu Tomaz
- 1943 - Boneco de Palha
- 1943 - Burro de Carga
- 1942 - Da Guitarra ao Violão
- 1940 - Querida!
- 1940 - O Troféu
- 1938 - A Cor dos Teus Olhos...
- 1938 - Malibu
- 1938 - O Irresistível Roberto